# 23 augustus
23 augustus is de 235e dag van het jaar (236e dag in een schrikkeljaar) in de gregoriaanse kalender. Hierna volgen nog 130 dagen tot het einde van het jaar.

## Gebeurtenissen
- Algemeen
  - 1305 - William Wallace, Schotse opstandeling tegen de Engelse overheersing, wordt ter dood gebracht.
  - 1572 - De Bartholomeusnacht begint, waarbij vijfhonderd protestanten om het leven komen.
  - 1902 - Bij Herwijnen slaat een bootje om met passagiers voor een voor anker liggend stoomschip, vijf van de tien opvarenden verdrinken.[1]
  - 1944 - In Warnsveld wordt een temperatuur van 38,6°C gemeten; de hoogste dagtemperatuur ooit sinds het begin van de metingen in Nederland. Pas in 2019 werd dit record verbroken.
  - 1954 - Vliegtuigongeluk in zee bij Bergen (Noord-Holland) met 21 doden tot gevolg.
  - 1987 - Tijdens zware overstromingen komen in Bangladesh honderden mensen om het leven.
  - 2006 - In het Oostenrijkse Strasshof an der Nordbahn ontsnapt Natascha Kampusch aan haar ontvoerder Wolfgang Přiklopil, na acht jaar gevangenschap.
  - 2009 - Met de verkiezing van de 18-jarige Stefania Fernández tot Miss Universe heeft Venezuela meer Miss Universe en Miss World-titels vergaard dan welk ander land dan ook.
  - 2010 - Bij een buskaping in Manilla komen acht toeristen uit Hongkong en de dader om het leven.
  - 2010 - De Anne Frankboom achter het Anne Frank Huis waait om. Omdat hij niet tegen het huis aan valt, richt de val geen schade aan.
  - 2013 - Duizenden mensen komen af op de bijzetting van Florin Cioaba, de Koning der Zigeuners die de Roma-gemeenschap in Roemenië leidde.
  - 2013 - Door een machtsstrijd in een gevangenis in de Boliviaanse stad Santa Cruz de la Sierra vallen zeker 31 doden en 52 gewonden.
  - 2017 - Een concert van de Amerikaanse rockband Allah-Las in de Maassilo in Rotterdam wordt afgelast vanwege terreurdreiging.
  - 2023 - In de Indiase deelstaat Mizoram komen zeker 17 bouwvakkers om het leven als een spoorbrug in aanbouw instort.[2]
  - 2023 - Bij het Russische dorp Koezjenkino stort een vliegtuig neer met de leiders van de Wagnergroep Jevgeni Prigozjin en Dmitri Oetkin aan boord. Er zijn geen overlevenden.[3]

- Economie
  - 2012 - De Zuid-Afrikaanse president Jacob Zuma waarschuwt de mijnbouwbedrijven dat ze hun licentie zullen verliezen als de werkomstandigheden in de mijnen niet snel worden verbeterd.
  - 2024 - De Nederlandse chocoladeproducent Droste verkeerde in “zwaar weer” maar is nu overgenomen door het Belgische Pouwels.

- Kunst en cultuur
  - 1913 - In Kopenhagen wordt het beeld van de kleine zeemeermin onthuld, gemaakt door de beeldhouwer Edward Eriksen (1876-1959).

- Media
  - 2019 - Dionne Stax presenteert om 18.00 uur haar laatste NOS Journaal. Na 12 jaar stapt zij over naar AVROTROS.

- Oorlog
  - 1328 - Slag bij Kassel.
  - 1673 - Nieuw Amsterdam werd heroverd door een Nederlandse vloot van 22 schepen onder het bevel van Cornelis Evertsen de Jongste en Jacob Binckes.
  - 1813 - Slag bij Grossbeeren.
  - 1914 - Slag bij Bergen, een eerste contact tussen de Duitsers en de Britten als onderdeel van Slag der Grenzen.
  - 1942 - De Slag om Stalingrad begint.
  - 1990 - Op de Iraakse televisie worden beelden getoond van Saddam Hoessein die omringd wordt door Britten, onder wie enkele kinderen. Zij mogen het land niet verlaten, maar worden niet gegijzeld volgens de Iraakse president.
  - 1990 - Zes schepen van de West-Afrikaanse vredesmacht met 3.000 man aan boord gaan op weg naar Liberia met het doel een einde te maken aan de burgeroorlog aldaar.
  - 1990 - Het leger van Sri Lanka doodt in het noorden van het land bij de stad Jaffna meer dan 130 leden van de Tamil Tijgers.

- Politiek
  - 476 - Romulus Augustulus, de laatste keizer van West-Romeinse Rijk, wordt afgezet.
  - 1573 - Fernando Álvarez de Toledo, beter bekend als de hertog van Alva, arriveert in De Nederlanden.
  - 1866 - Verdrag van Praag waarbij de Duitse Bond wordt ontbonden, en Sleeswijk-Holstein, Hannover, Hessen-Kassel, Nassau en Frankfurt door Pruisen worden geannexeerd.
  - 1927 - In Boston worden de Italiaans-Amerikaanse anarchisten Sacco en Vanzetti terechtgesteld.
  - 1939 - Molotov-Ribbentroppact tussen de nazi-Duitsland en de Sovjet-Unie wordt getekend.
  - 1944 - Michael van Roemenië, de laatste koning van Roemenië, pleegt een staatsgreep en roept de capitulatie uit.
  - 1944 - Oblast Pskov wordt gesticht als afsplitsing van oblast Leningrad.
  - 1946 - Stichting van de deelstaat Noordrijn-Westfalen in Duitsland en tevens opheffing van de Rijnprovincie en provincie Hannover.
  - 1949 - De Presidentiële Raad wordt ingevoerd als collectief staatshoofd van Hongarije tot de afschaffing in 1986.
  - 1989 - In de Baltische staten vormen twee miljoen mensen een menselijke keten, de Baltische Weg, om herstel van de onafhankelijkheid te eisen.
  - 1990 - Het DDR-parlement stemt tijdens een extra zitting in met 3 oktober 1990 als de datum van de vereniging van de twee Duitslanden. De datum wordt geaccepteerd met 294 stemmen voor, 62 tegen en 7 onthoudingen.
  - 1994 - De gemeenteraad van Sebastopol roept de Oekraïense havenstad op de Krim uit tot Russisch grondgebied. Het is de eerste uiting van separatisme sinds de pro-Russische Leonid Koetsjma op 10 juli tot president van Oekraïne werd gekozen.

- Religie
  - 1948 - Oprichting van de Wereldraad van Kerken in Amsterdam. De Nederlander Willem Visser 't Hooft wordt gekozen tot eerste secretaris-generaal.

- Sport
  - 1919 - Oprichting van de Monegaskische voetbalclub AS Monaco in het gelijknamige vorstendom.
  - 1922 - Oprichting van de Peruaanse voetbalbond ("Federación Peruana de Fútbol").
  - 1973 - Ilie Năstase wordt de allereerste nummer één op de wereldranglijst der tennisprofessionals.
  - 1977 - Björn Borg lost Jimmy Connors na 160 weken af als nummer één op de wereldranglijst der tennisprofessionals, maar de Zweed moet die positie een week later alweer afstaan aan de Amerikaan.
  - 1983 - Zwemmer Michael Groß uit West-Duitsland evenaart bij de Europese kampioenschappen in Rome zijn eigen Europees record op de 100 meter vlinderslag: 54,00.
  - 1985 - Atleet Rob Druppers verbetert in Berlijn zijn eigen drie maanden oude Nederlands record op de 1500 meter (3.36,38) met een tijd van 3.35,07.
  - 1987 - FC Utrecht lijdt de tot dan toe grootste nederlaag uit het bestaan: de ploeg van trainer Han Berger verliest in Eindhoven met 9-0 van PSV, onder meer door drie goals van Wim Kieft.
  - 1995 - Denis Pankratov verbetert bij de EK zwemmen in Wenen het wereldrecord op de 100 meter vlinderslag tot 52,32.
  - 1999 - Zwemmer Ian Thorpe uit Australië scherpt in Sydney het wereldrecord op de 200 meter vrije slag aan tot 1.46,34. De mondiale toptijd stond met 1.46,67 op naam van zijn landgenoot Grant Hackett.
  - 2008 - De Belgische hoogspringster Tia Hellebaut wint in Peking de olympische titel met een sprong van 2 meter 05, een persoonlijk record.
  - 2009 - Het Nederlands vrouwenvoetbalelftal debuteert op een EK-eindronde en verslaat Oekraïne met 2-0.

- Wetenschap en technologie
  - 1614 - De Groningse universiteit wordt opgericht.
  - 1961 - Ranger 1 wordt gelanceerd met een Atlas-Agena B raket vanaf Cape Canaveral Space Force Station. Doel van de missie is het testen van functies en onderdelen die noodzakelijk zijn voor toekomstige ruimtemissies. Door een probleem met de draagraket komt het ruimtevaartuig niet verder dan een lage baan om de Aarde.[4]
  - 1991 - Het internet komt als publieke service beschikbaar.
  - 2022 - Lancering van een Kuaizhou 1A raket vanaf lanceerbasis Xichang in China voor de Chuangxin-16 missie met twee satellieten waarvan het doel onbekend is.[5]
  - 2023 - Maanlander Chandrayaan-3 van de Indiase ruimtevaartorganisatie ISRO landt als eerste ruimtevaartuig ooit nabij de zuidpool van de maan. India is hiermee het vierde land dat erin slaagt een maanlanding te maken, na de Verenigde Staten, de voormalige Sovjet-Unie en China.[6]
  - 2023 - Lancering van een Sojoez 2.1a raket van Roskosmos vanaf Bajkonoer Kosmodroom platform 31/6 met het Progress MS-24 (85P) ruimtevaartuig met zo'n 2.500 kg vracht voor een bevoorradingsmissie van het ISS.[7][8]
  - 2023 - Lancering van de Chŏllima 1 raket van National Aerospace Development Administration (NADA) vanaf Sohae Satellite Launching Station (Noord-Korea) voor de Manligyeong 1 #2 (vertaling: Telescoop 1) missie met de gelijknamige militaire spionagesatelliet. Tijdens de vlucht ontstaan er problemen met de derde trap van de draagraket waardoor de missie mislukt en de satelliet verloren gaat.[9]

## Geboren

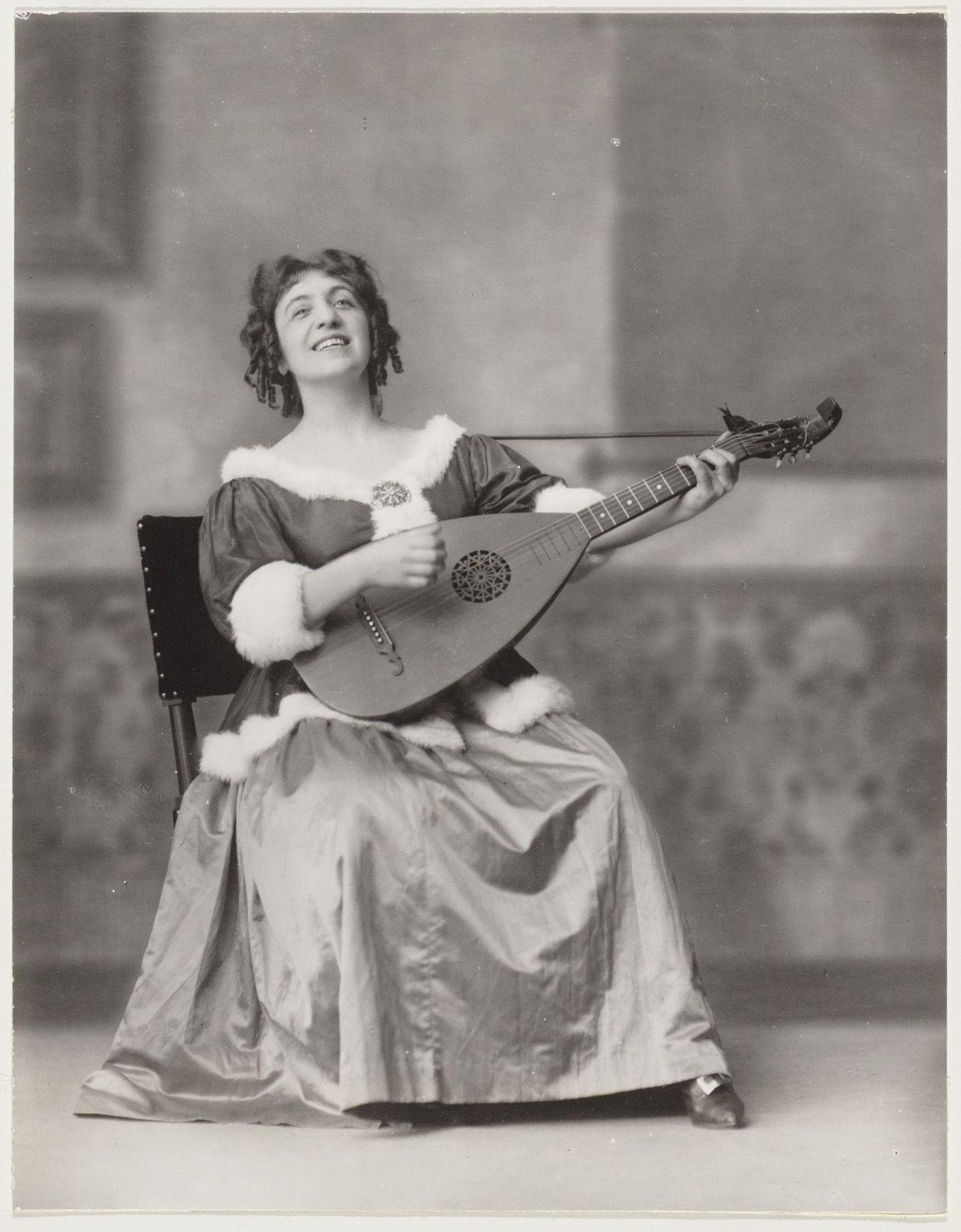
Antoinette van Dijk
geboren in 1879

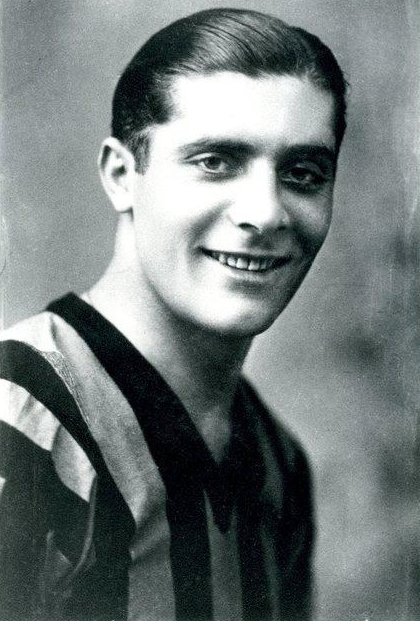
Giuseppe Meazza
geboren in 1910

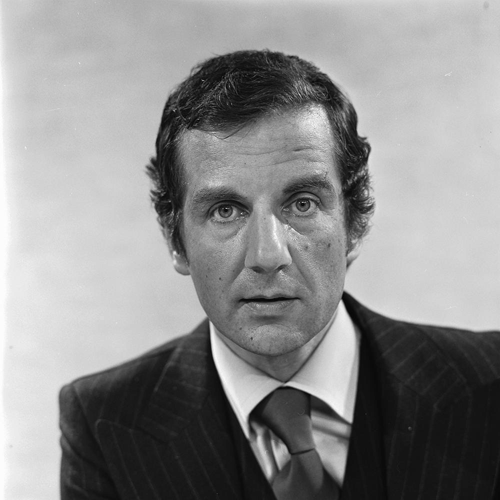
Fred Emmer
geboren in 1934

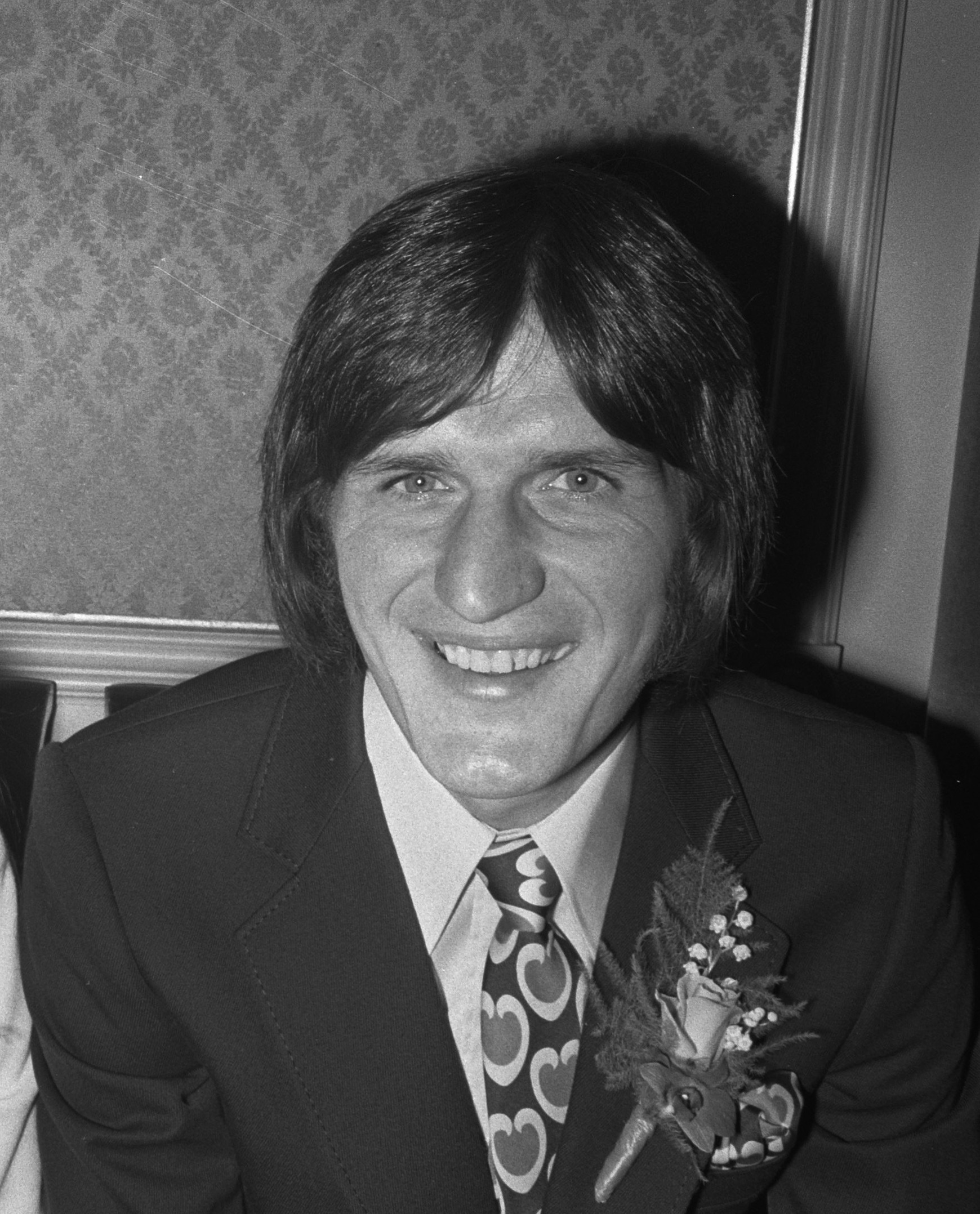
Lex Schoenmaker
geboren in 1947

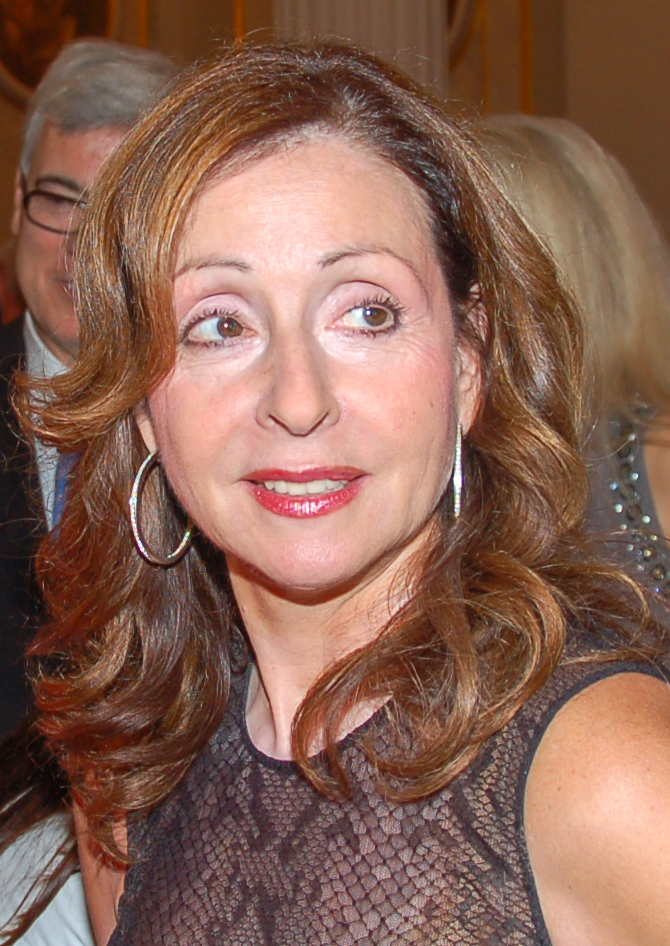
Vicky Leandros
geboren in 1949 of 1952

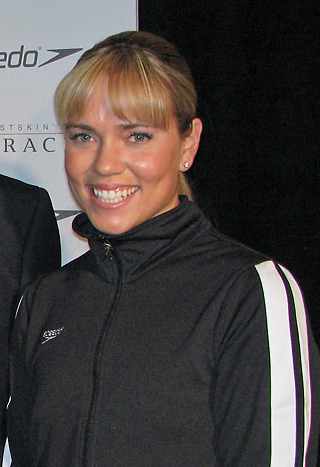
Natalie Coughlin
geboren in 1982

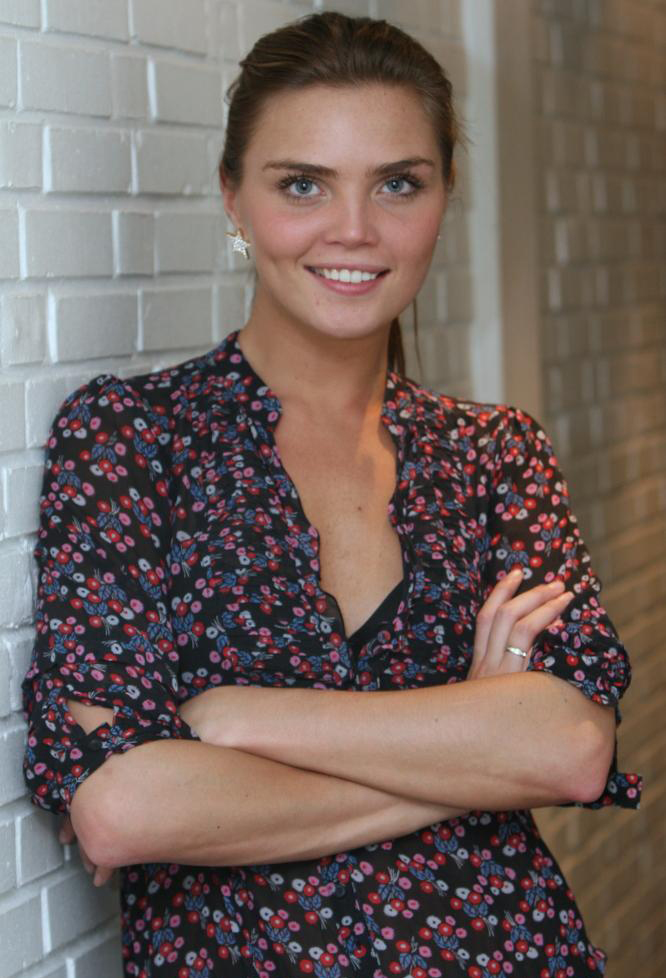
Kim Feenstra
geboren in 1985

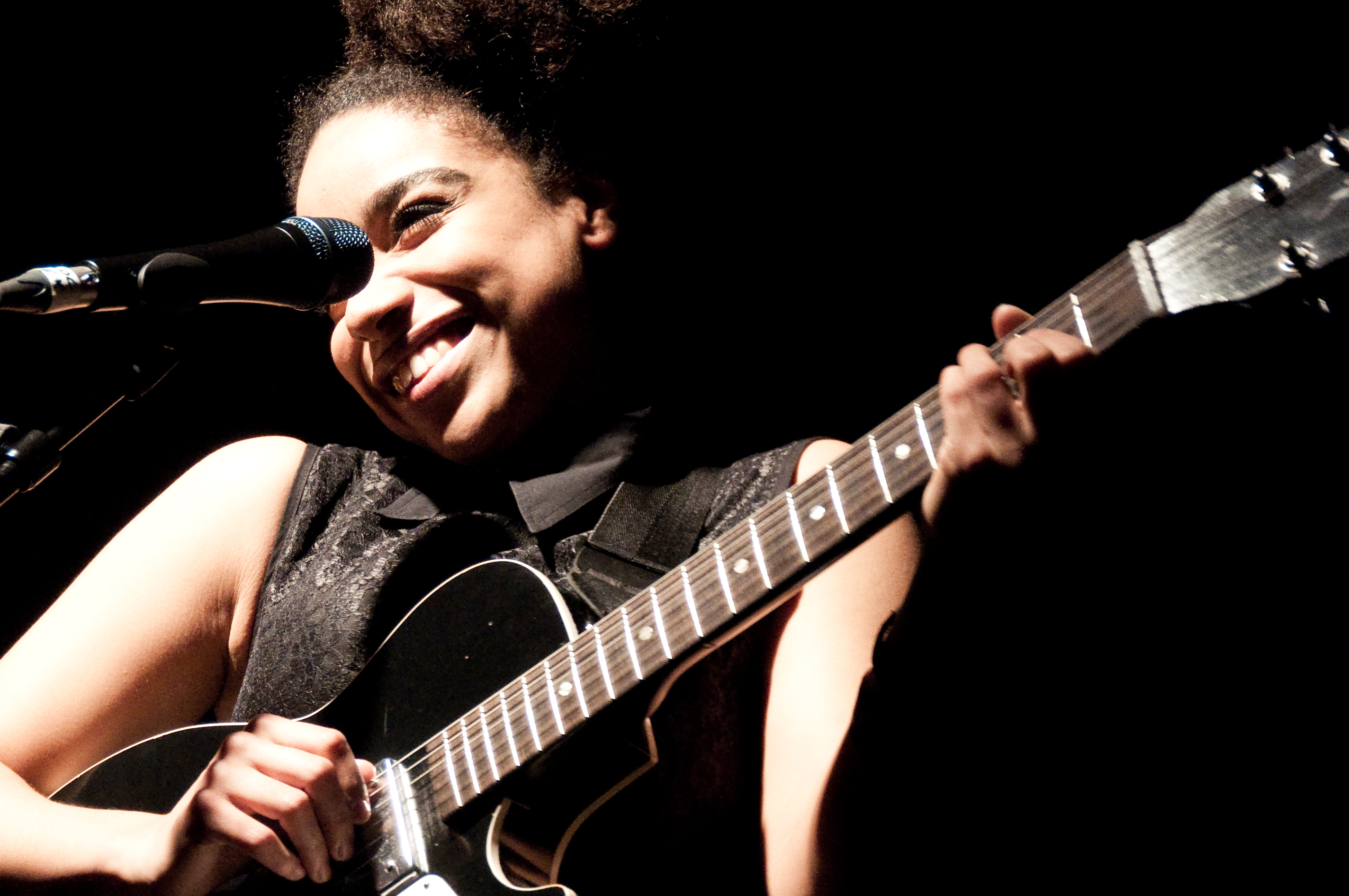
Lianne La Havas
geboren in 1989

- 676 - Karel Martel, koning van het Frankische Rijk (overleden 741)
- 1740 - Ivan VI van Rusland, tsaar van Rusland (overleden 1764)
- 1751 - George Shuckburgh-Evelyn, Brits wiskundige en astronoom (overleden 1804)
- 1753 - Gutle Rothschild, matriarch van het huis Rothschild (overleden 1849)
- 1754 - Lodewijk XVI, koning van Frankrijk (overleden 1793)
- 1769 - Georges Cuvier, Frans geoloog, anatoom, paleontoloog en taxonoom (overleden 1832)
- 1836 - Marie Henriëtte van Oostenrijk, Oostenrijks aartshertogin (overleden 1902)
- 1842 - Osborne Reynolds, Iers ingenieur en fysicus (overleden 1912)
- 1854 - Moritz Moszkowski, Duits componist en concertpianist, (overleden 1925)
- 1864 - Eleftherios Venizelos, Grieks staatsman (overleden 1936)
- 1879 - Antoinette van Dijk, Nederlands zangeres en presentatrice (overleden 1975)
- 1879 - Alfrēds Kalniņš, Lets componist (overleden 1951)
- 1880 - Aleksandr Grin, Russisch schrijver (overleden 1932)
- 1889 - Herman Meyboom, Belgisch waterpoloër (overlijdensdatum onbekend)
- 1898 - Delfino Borroni, langstlevende Italiaanse oorlogsveteraan WO I (overleden 2008)
- 1899 - Albert Claude, Belgisch biochemicus en Nobelprijswinnaar (overleden 1983)
- 1900 - Ernst Křenek, Oostenrijks componist en muziekpedagoog (overleden 1991)
- 1901 - Minne Endstra, Nederlands zakenman (overleden 1971)
- 1903 - Piet Jacobszoon, Nederlands zwemmer (overleden 1972)
- 1903 - Maurits van Haegendoren, Belgisch politicus (overleden 1994)
- 1906 - Tecla San Andres-Ziga, Filipijns jurist en politicus (overleden 1992)
- 1906 - Zoltan Sarosy, Hongaars-Canadees schaker (overleden 2017)
- 1908 - Willi Eichhorn, Duits roeier (overleden 1994)
- 1908 - Hannah Frank, Schots beeldhouwster (overleden 2008)
- 1910 - Giuseppe Meazza, Italiaans voetballer (overleden 1979)
- 1911 - Albert Alberts, Nederlands schrijver en vertaler (overleden 1995)
- 1911 - Betty Robinson, Amerikaans atlete (overleden 1999)
- 1912 - Ed Benedict, Amerikaans tekenfilmtekenaar (o.a. The Flintstones en Yogi Bear) (overleden 2006)
- 1912 - Gene Kelly, Amerikaans acteur, danser, zanger, filmregisseur en producer (overleden 1996)
- 1912 - Mildred Wolfe, Amerikaans schilderes (overleden 2009)
- 1916 - Myra Ward, Nederlands actrice (overleden 1990)
- 1917 - André Waterkeyn, Belgisch ingenieur en ontwerper (overleden 2005)
- 1918 - Guus Hermus, Nederlands acteur (overleden 2001)
- 1919 - Dries van der Lof, Nederlands autocoureur (overleden 1990)
- 1919 - Jan Koopman, Nederlands katholieke geestelijke, missionaris en lid van de Congregatie van het Allerheiligst Sacrament.  (overleden 1997)
- 1921 - Kenneth Arrow, Amerikaans econoom en Nobelprijswinnaar (overleden 2017)
- 1922 - Jean Darling, Amerikaans kindactrice (overleden 2015)
- 1923 - Ted Codd, Brits informaticus (overleden 2003)
- 1923 - Norbert De Meerschman, Belgisch politicus (overleden 2013)
- 1924 - Ephraim Kishon, Israëlisch satiricus, journalist, schrijver en filmregisseur (overleden 2005)
- 1924 - Robert Solow, Amerikaans econoom en 'Nobel'prijswinnaar (overleden 2023)
- 1925 - Jean Kerguen, Frans autocoureur (overleden 2005)
- 1925 - Robert Mulligan, Amerikaans filmregisseur (overleden 2008)
- 1926 - Clifford Geertz, Amerikaans cultureel antropoloog (overleden 2006)
- 1927 - Allan Kaprow, Amerikaans beeldend kunstenaar (overleden 2006)
- 1927 - Dick Bruna, Nederlands schrijver, illustrator en grafisch vormgever (overleden 2017)
- 1927 - Martial Solal, Frans jazzpianist, componist en dirigent (overleden 2024)
- 1928 - Marian Seldes, Amerikaans actrice (overleden 2014)
- 1929 - Jacques Boigelot, Belgisch regisseur (overleden 2023)
- 1930 - Vera Miles, Amerikaans actrice
- 1930 - Luís Morais (Cabeção), Braziliaans voetballer (overleden 2020)
- 1930 - Michel Rocard, Frans politicus/ex-premier (overleden 2016)
- 1931 - Barbara Eden, Amerikaans actrice
- 1931 - Hamilton Othanel Smith, Amerikaans microbioloog en Nobelprijswinnaar
- 1933 - Robert Curl, Amerikaans scheikundige en Nobelprijswinnaar (overleden 2022)
- 1934 - Jan Alma, Nederlands handbalcoach (overleden 2022)
- 1934 - Carlos Amigo Vallejo, Spaans kardinaal (overleden 2022)
- 1934 - Fred Emmer, Nederlands journaallezer en schrijver (overleden 2019)
- 1934 - Raul de Souza, Braziliaans jazztrombonist en orkestleider (overleden 2021)
- 1935 - Léonard Gianadda, Zwitsers ingenieur, promotor van architectuur en journalist (overleden 2023)
- 1936 - Henry Lee Lucas, Amerikaans crimineel en seriemoordenaar (overleden 2001)
- 1937 - Louis Vervoort, Belgisch acteur
- 1938 - Roger Greenaway, Brits zanger, songwriter en muziekproducer
- 1939 - Hans Devroe, Belgisch schrijver (overleden 2022)
- 1940 - Vicki Brown, Brits zangeres (overleden 1991)
- 1940 - Esko Malm, Fins voetballer en voetbalcoach
- 1940 - Thomas Steitz, Amerikaans scheikundige en Nobelprijswinnaar (overleden 2018)
- 1940 - Lieuwe Visser, Nederlands bariton, operazanger en zangpedagoog (overleden 2014)
- 1941 - Rafael Albrecht, Argentijns voetballer (overleden 2021)
- 1941 - Lotti Krekel, Duits carnavals-, schlagerzangeres en actrice (overleden 2023)
- 1943 - Rodney Alcala, Amerikaans seriemoordenaar (overleden 2021)
- 1945 - Itcho Ito, Japans burgemeester van Nagasaki (overleden 2007)
- 1945 - Rita Pavone, Italiaans zangeres
- 1946 - Keith Moon, Brits drummer (overleden 1978)
- 1947 - Wim van der Leegte, Nederlands ondernemer (VDL Groep) (overleden 2023)
- 1947 - Lex Schoenmaker, Nederlands voetballer en voetbalcoach
- 1947 - Linda Thompson, Brits folkzangeres
- 1948 - Gastón Castro, Chileens voetbalscheidsrechter
- 1949 - Shelley Long, Amerikaans actrice
- 1950 - Luigi Delneri, Italiaans voetbalcoach
- 1951 - Achmat Kadyrov, president van Tsjetsjenië (overleden 2004)
- 1951 - koningin Noor van Jordanië
- 1952 - Vicky Leandros, Grieks-Duits zangeres
- 1952 - Santillana, Spaans voetballer
- 1954 - Henk Nooren, Nederlands springruiter
- 1954 - Usman Santi, Nederlands advocaat en politicus
- 1955 - Tanneke Hartzuiker, Nederlands actrice
- 1956 - Andoni Goikoetxea, Spaans voetballer en voetbalcoach
- 1956 - Anke Rijnders, Nederlands zwemster
- 1957 - Antônio Meneses, Braziliaans cellist (overleden 2024)
- 1958 - Dave Schram, Nederlands filmproducent en regisseur
- 1959 - Edwyn Collins, Brits zanger
- 1959 - Izabela Jaruga-Nowacka, Pools politica en lid van de Sejm (overleden 2010)
- 1962 - Gustavo Wilches, Colombiaans wielrenner
- 1963 - Hans Goedkoop, Nederlands historicus en televisiepresentator
- 1964 - Johan Bruyneel, Belgisch wielrenner en ploegleider
- 1966 - Alberto Acosta, Argentijns voetballer
- 1966 - Rik Smits, Nederlands basketballer
- 1969 - Edwin Max, Nederlands darter
- 1969 - Enrico Poitschke, Duits wielrenner
- 1970 - Stella Bergsma, Nederlands zangeres, dichteres, columniste en schrijfster
- 1970 - Joseph Chebet, Keniaans atleet (overleden  2023)
- 1970 - River Phoenix, Amerikaans filmacteur (overleden 1993)
- 1970 - Naema Tahir, Pakistaans-Brits-Nederlands schrijfster en columniste
- 1971 - Demetrio Albertini, Italiaans voetballer
- 1972 - Souad Massi, Algerijns zangeres
- 1972 - Irina Mikitenko, Kazachs/Duits atlete
- 1974 - Gunvor, Zwitsers zangeres
- 1974 - Benjamin Limo, Keniaans atleet
- 1974 - Konstantin Novoselov, Russisch-Brits natuurkundige
- 1975 - Chen Jian Hong, Taiwanees autocoureur
- 1975 - Morgane, Belgisch zangeres
- 1976 - LaTasha Colander, Amerikaans atlete
- 1977 - Jelena Rozga, Kroatisch zangeres
- 1977 - Douglas Sequeira, Costa Ricaans voetballer
- 1978 - Kobe Bryant, Amerikaans basketballer (overleden 2020)
- 1978 - Russell Downing, Engels wielrenner
- 1978 - Vladan Kujović, Servisch voetballer
- 1979 - Luke Doerner, Australisch hockeyer
- 1980 - Bronwyn Eagles, Australisch atlete
- 1980 - Sofie van den Enk, Nederlands presentatrice
- 1980 - Janildes Fernandes Silva, Braziliaans wielrenner
- 1981 - Tim Maeyens, Belgisch roeier
- 1982 - Viktor Boerajev, Russisch atleet
- 1982 - Natalie Coughlin, Amerikaans zwemster
- 1982 - Thomas Willemze, Nederlands schaker
- 1983 - James Collins, Brits voetballer
- 1983 - Gertjan Rothman, Nederlands voetballer
- 1983 - Luca Scassa, Italiaans motorcoureur
- 1983 - Michelle Splietelhof, Nederlands (musical)actrice en zangeres
- 1983 - Jack Tuijp, Nederlands voetballer
- 1984 - Martijn Barto, Nederlands voetballer
- 1984 - Lydiah Chepkurui, Keniaans atlete
- 1984 - Glen Johnson, Engels voetballer
- 1984 - Ashley Williams, Brits voetballer
- 1985 - Kim Feenstra, Nederlands fotomodel
- 1986 - Brace, Nederlands zanger
- 1986 - Christine Day, Jamaicaans atlete
- 1986 - Evandro, Braziliaans voetballer
- 1986 - Giuseppe Rossini, Belgisch voetballer
- 1986 - Jennifer Simpson, Amerikaans atlete
- 1986 - Marine Tondelier, Frans groen politicus
- 1986 - Vic Wild, Amerikaans-Russisch snowboarder
- 1986 - Lucas Vila, Argentijns hockeyer
- 1987 - Murielle Ahouré, Ivoriaans atlete
- 1987 - Thomas Briels, Belgisch hockeyer
- 1988 - Jane Channell, Canadees skeletonracer
- 1988 - Daniel Schwaab, Duits voetballer
- 1989 - Dai Carter, Nederlands oud-commando
- 1989 - Matías Defederico, Argentijns voetballer
- 1989 - Lianne La Havas, Brits folk- en soulzangeres en singer-songwriter
- 1990 - Reimond Manco, Peruviaans voetballer
- 1990 - Dúber Quintero, Colombiaans wielrenner
- 1990 - Luís Sá Silva, Angolees autocoureur
- 1990 - Čaba Silađi, Servisch zwemmer
- 1990 - Josefina Sruoga, Argentijns hockeyster
- 1990 - Nguyễn Thị Thúy, Vietnamees gewichtheffer
- 1990 - Kendall Wesenberg, Amerikaans skeletonster
- 1991 - Adam Phelan, Australisch wielrenner
- 1993 - Sebastián Cristóforo, Uruguayaans voetballer
- 1993 - Lenin Preciado, Ecuadoraans judoka
- 1994 - Dara Howell, Canadees freestyleskiester
- 1994 - Dominik Raschner, Oostenrijks alpineskiër
- 1996 - Kim Coelewij, Nederlands actrice
- 1996 - Liam Henderson, Schots voetballer
- 2000 - Devin Vassell, Amerikaans basketballer
- 2001 - Anna Ruiter, Nederlands voetbalster
- 2002 - Adam Obert, Slowaaks voetballer
- 2004 - Frederick Lubin, Brits autocoureur
- 2004 - Michael Shin, Zuid-Koreaans autocoureur
- 2006 - Elsa Pelgander, Zweeds voetbalster
- 2006 - Inske Weiman, Nederlands voetbalster

## Overleden

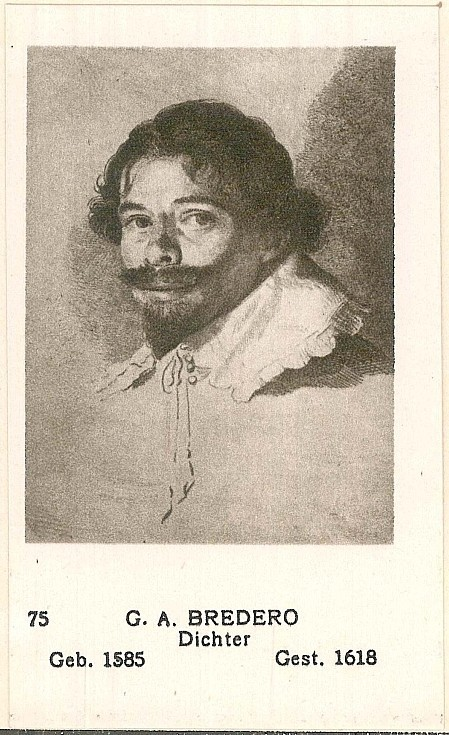
Gerbrand Adriaensz. Bredero
overleden in 1618

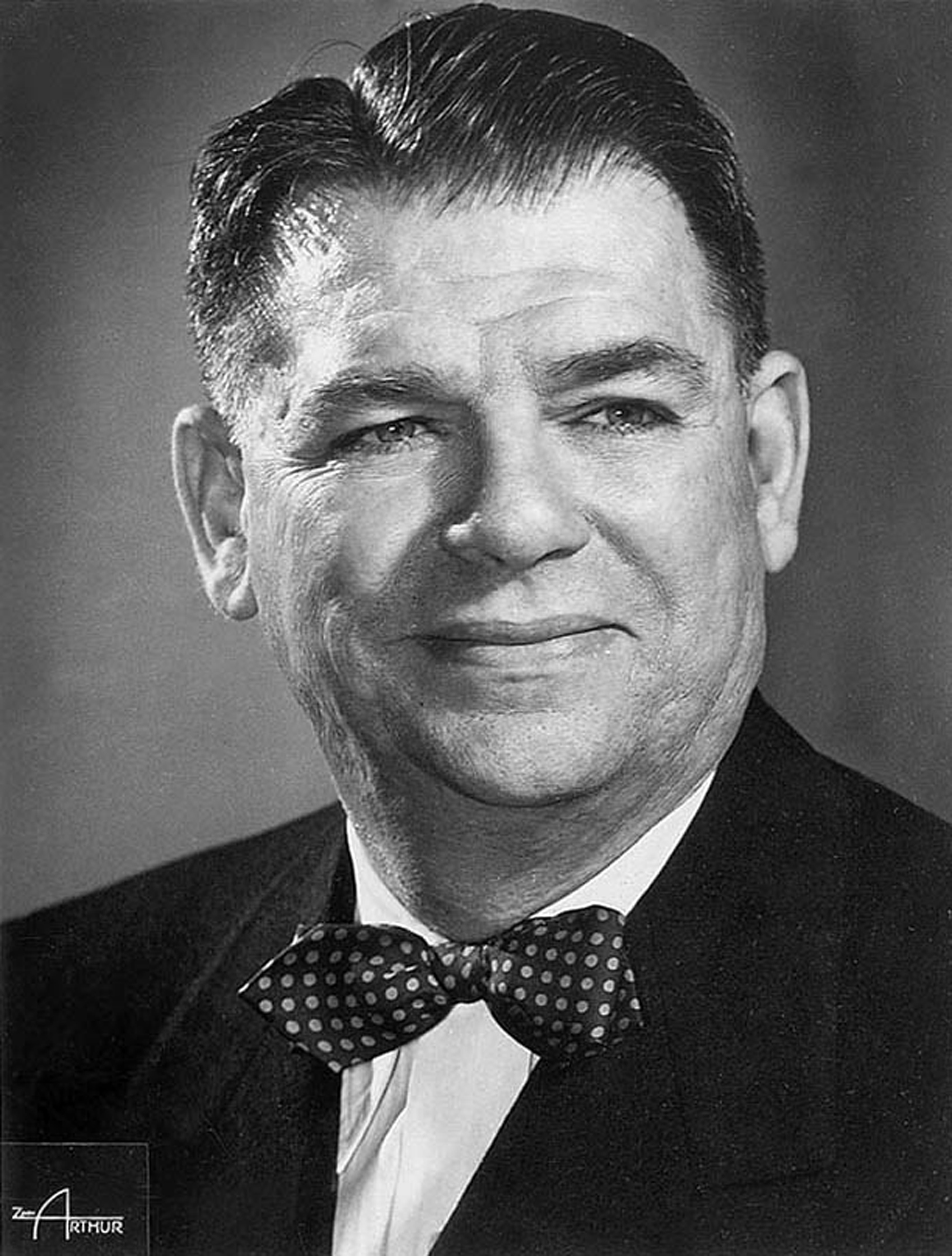
Oscar Hammerstein II
overleden in 1960

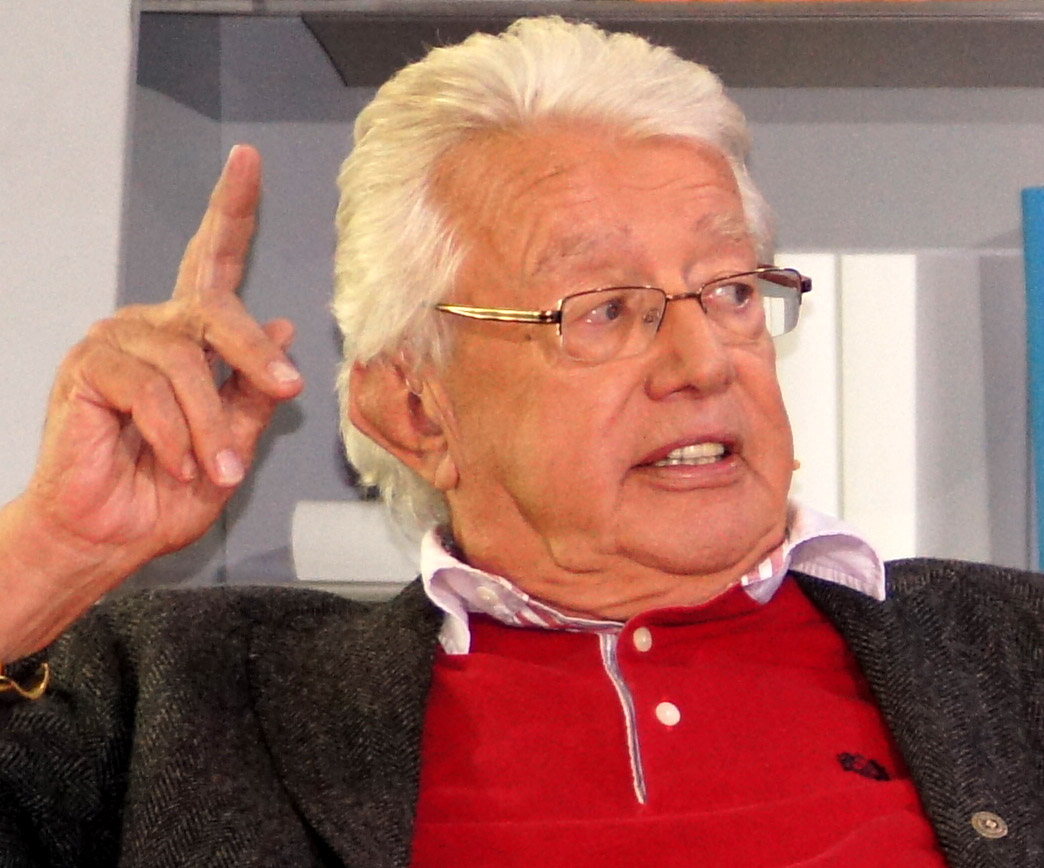
Dieter Thomas Heck
overleden in 2018

- 93 - Gnaeus Julius Agricola (53), Romeins generaal
- 406 - Radagaisus, Gotische legerleider
- 1305 - Sir William Wallace (35), Schots patriot
- 1328 - Nicolaas Zannekin, Belgisch opstandelingenleider
- 1387 - Olaf IV van Noorwegen (17), koning van Noorwegen en Denemarken
- 1498 - Isabella van Portugal (27)
- 1618 - Gerbrand Adriaensz. Bredero (33), Noord-Nederlands dichter
- 1668 - Artus Quellinus (58), Belgisch beeldhouwer
- 1806 - Charles-Augustin de Coulomb (70), Frans natuurkundige
- 1819 - Frans Naerebout (70/71), loods en mensenredder
- 1830 - Ferdinand Frederik van Anhalt-Köthen (61), hertog van Anhalt-Köthen
- 1880 - Max Consael (65/66), Belgisch wafelbakker
- 1898 - Félicien Rops (65), Belgisch schilder, graveerder en illustrator
- 1926 - Rudolph Valentino (31), Italiaans-Amerikaans acteur
- 1927 - Nicola Sacco en Bartolomeo Vanzetti, Italiaans anarchisten
- 1936 - Michail Tomski (55), Sovjet-Russisch politicus en vakbondsman
- 1937 - Albert Roussel (68), Frans componist
- 1942 - Fernand de Wouters d'Oplinter (73), Belgisch politicus
- 1944 - Abdülmecit II (76), Turks kalief
- 1960 - Oscar Hammerstein II (65), Amerikaans componist
- 1963 - Léon Devos (67), Belgisch wielrenner
- 1963 - Regino Ylanan (73), Filipijns sporter en sportbestuurder
- 1967 - Georges Berger (48), Belgisch autocoureur
- 1974 - Roberto Assagioli (86), Italiaans psycholoog
- 1974 - Cock van der Tuijn (50), Nederlands voetballer
- 1977 - Naum Gabo (87), Russisch beeldhouwer
- 1980 - Gerhard Hanappi (51), Oostenrijks voetballer en architect
- 1985 - Luís Macedo Matoso (Feitiço) (84), Braziliaans voetballer
- 1986 - Charles Janssens (80), Belgisch acteur
- 1986 - Eduardo Quisumbing (90), Filipijns botanicus
- 1988 - Alf Martinsen (76), Noors voetballer en voetbalcoach
- 1990 - David Rose (80), Amerikaans componist, arrangeur, songwriter, pianist en orkestleider
- 1996 - Jurriaan Andriessen (70), Nederlands componist
- 1996 - Øivind Holmsen (84), Noors voetballer
- 2003 - Maurice Buret (94), Frans ruiter
- 2003 - Pierre Hupé (96), Frans paleontoloog
- 2005 - Glenn Corneille (35), Nederlands pianist en presentator
- 2005 - Brock Peters (78), Amerikaans acteur
- 2005 - Roger Louis Schutz-Marsauche (90), oprichter en de overste van de Taizégemeenschap
- 2006 - Wolfgang Přiklopil (44), Oostenrijks ontvoerder
- 2006 - Jan Tissing (66), Nederlands pleitbezorger Drentse streektaal
- 2006 - Ed Warren (79), Amerikaans paranormale onderzoeker en auteur
- 2009 - Edzo Toxopeus (91), Nederlands jurist en politicus
- 2012 - Edith Mastenbroek (37), Nederlands politica
- 2012 - Jerry Nelson (78), Amerikaans poppenspeler en zanger
- 2013 - Cootje van Beukering-Dijk (71), Nederlands burgemeester
- 2013 - Tonnie Hom (80), Nederlands zwemster
- 2013 - Rudy Monk (77), Curaçaos gewichtheffer
- 2014 - Albert Ebossé Bodjongo (24), Kameroens voetballer
- 2014 - Annefleur Kalvenhaar (20), Nederlands mountainbikester en veldrijdster
- 2014 - Hajo Meyer (90), Duits-Nederlands natuurkundige en politiek activist
- 2015 - Guy Ligier (85), Frans rugbyspeler en formule 1-coureur
- 2016 - Steven Hill (94), Amerikaans acteur
- 2016 - Ria Vedder-Wubben (65), Nederlands politica
- 2017 - Carla Brünott (79), Nederlands activiste
- 2017 - Mike Hennessey (89), Brits muziekjournalist
- 2017 - Alexandra Terlouw-van Hulst (82), Nederlands auteur
- 2018 - Arcabas (91), Frans schilder en beeldhouwer
- 2018 - Yves Bescond (94), Frans bisschop
- 2018 - Dieter Thomas Heck (80), Duits presentator en schlagerzanger
- 2018 - Krishna Reddy (93), Indiaas beeldhouwer en graficus
- 2019 - Egon Zimmermann (80), Oostenrijks alpineskiër
- 2020 - Benny Chan (58), Hongkongs filmregisseur, producent en scenarioschrijver
- 2020 - Rolf Gohs (86), Ests-Zweeds striptekenaar en illustrator
- 2021 - Michael Nader (76), Amerikaans acteur
- 2021 - Jean-Luc Nancy (81), Frans filosoof
- 2021 - José Yudica (85), Argentijns voetballer en trainer
- 2022 - Louis Carlen (93), Zwitsers notaris, advocaat, politicus en hoogleraar
- 2022 - Larry Laudan (80), Amerikaans filosoof
- 2023 - Terry Funk (79), Amerikaans acteur en professioneel worstelaar
- 2023 - Dmitri Oetkin (53), Russisch militair en medeoprichter Wagnergroep
- 2023 - Jevgeni Prigozjin (62), Russisch oligarch en eigenaar Wagnergroep
- 2023 - C.R. Rao (102), Indiaas-Amerikaans wiskundige en statisticus
- 2024 - Russell Malone (60), Amerikaans jazzgitarist

## Viering/herdenking

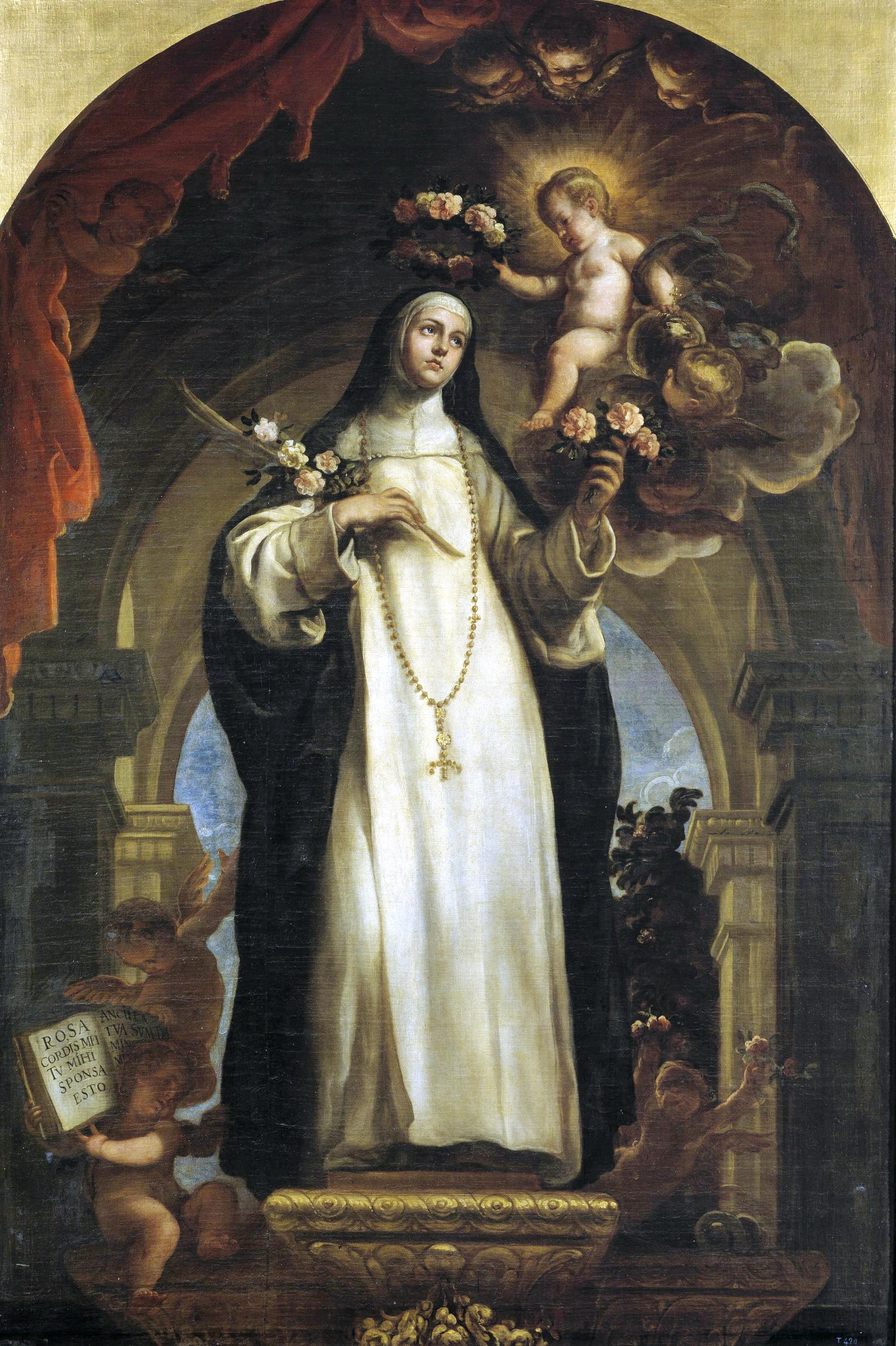
Rosa van Lima door Claudio Coello

- In het Romeinse Rijk viert men Vulcanalia ter ere van de god Vulcanus
- Internationale Dag ter Herinnering aan de Slavenhandel en de Afschaffing ervan
- Europese herdenkingsdag voor de slachtoffers van het stalinisme en het nazisme
- Rooms-Katholieke Kerk kalender:
  - Heilige Rosa van Lima († 1617), Patrones van de rozenkwekers - Vrije Gedachtenis
  - Heilige Philippus Benitius († 1285)
  - Heilige Victor Vitensis († c. 535)

## Weerextremen

### Nederland
| | Officiële records | Officiële records | Officiële records |      | Landelijke records | Landelijke records | Landelijke records           |
| Gebeurtenis | Jaar              | Extreem           | Locatie           | Jaar | Extreem            | Locatie            |                              |
| --- | ----------------- | ----------------- | ----------------- | ---- | ------------------ | ------------------ | ---------------------------- |
| Laagste etmaalgemiddelde temperatuur (°C) | 1931, 1940        | 11,3              | De Bilt           |      | 1940               | 10,3               | Maastricht                   |
| Hoogste etmaalgemiddelde temperatuur (°C) | 1944              | 23,8              | De Bilt           |      | 1944               | 26,7               | Maastricht                   |
| Laagste minimumtemperatuur (°C) | 1938              | 4,8               | De Bilt           |      | 1974               | 3,2                | Eelde                        |
| Hoogste minimumtemperatuur (°C) | 1997              | 19,0              | De Bilt           |      | 1997               | 20,2               | Rotterdam Geulhaven          |
| Laagste maximumtemperatuur (°C) | 1954              | 14,5              | De Bilt           |      | 1940               | 12,6               | Maastricht                   |
| Hoogste maximumtemperatuur (°C) | 1944              | 32,8              | De Bilt           |      | 1944               | 36,8               | Maastricht                   |
| Hoogste uurgemiddelde windsnelheid (m/s) | 1905              | 12,3              | De Bilt           |      | 2010               | 22,0               | Vlieland                     |
| Hoogste windstoot (m/s) | 2010              | 19,0              | De Bilt           |      | 2010               | 27,0               | Vlieland                     |
| Langste zonneschijnduur (uur) | 1976              | 13,4              | De Bilt           |      | 1976               | 13,5               | Schiphol                     |
| Langste neerslagduur (uur) | 1977, 2011        | 7,0               | De Bilt           |      | 1977               | 12,2               | Gilze-Rijen                  |
| Hoogste etmaalsom van de neerslag (mm) | 1912              | 27,6              | De Bilt           |      | 1998               | 64,6               | Stavoren                     |
| Laagste etmaalgemiddelde relatieve vochtigheid (%) | 1935              | 40                | De Bilt           |      | 1976               | 38                 | Eindhoven                    |
| Laagste uurwaarde luchtdruk op zeeniveau (hPa) | 2010              | 996,5             | De Bilt           |      | 2010               | 992,0              | Hoorn Terschelling           |
| Hoogste uurwaarde luchtdruk op zeeniveau (hPa) | 1936              | 1028,2            | De Bilt           |      | 2021               | 1029,3             | Hoorn Terschelling, Vlieland |
| Officiële records worden altijd gemeten op het KNMI-weerstation in De Bilt. Landelijke records kunnen worden gemeten op elk officieel KNMI-weerstation in Nederland. |                   |                   |                   |      |                    |                    |                              |

Uitzonderlijke gebeurtenissen
- 1944 - Officieel hoogste minimumtemperatuur in °C van het jaar gemeten in De Bilt: 18,3
- 1950 - Laatste officiële zomerse dag van het jaar (maximumtemperatuur ≥ 25 °C in De Bilt)
- 1950 - Tornado van 23 augustus 1950
- 1995 - Laatste officiële zomerse dag van het jaar (maximumtemperatuur ≥ 25 °C in De Bilt)
- 2023 - Officieel langste zonneschijnduur in uren van augustus dit jaar gemeten in De Bilt: 11,9

### België
Dagrecords
- 1940 - Laagste etmaalgemiddelde temperatuur 11,4 °C
- 1944 - Hoogste etmaalgemiddelde temperatuur 26,8 °C
- 1993 - Laagste minimumtemperatuur 7,2 °C
- 1944 - Hoogste maximumtemperatuur 32,8 °C
- 1912 - Hoogste etmaalsom van de neerslag 33,6 mm

Uitzonderlijke gebeurtenissen
- 1918 - 59 mm neerslag in Genk en 67 mm in Rummen (Geetbets).
- 1944 - Maximumtemperatuur 33,3 °C op de Baraque Michel (Jalhay): de hoogste temperatuur van de eeuw in de Hoge Venen.
- 1965 - Neerslag tot 99 mm in Veurne.

<< · 1 · 2 · 3 · 4 · 5 · 6 · 7 · 8 · 9 · 10 · 11 · 12 · 13 · 14 · 15 · 16 · 17 · 18 · 19 · 20 · 21 · 22 · 23 · 24 · 25 · 26 · 27 · 28 · 29 · 30 · 31 · >>